# Stylops duriensis
Stylops duriensis  (лат.) — вид веерокрылых насекомых рода Stylops из семейства Stylopidae. Западная Европа, Испания, Португалия.
Паразиты пчёл вида Andrena (Micrandrena) tenuistrata Pérez (Andrena, Andrenidae). 
Вид был впервые описан в 1974 году энтомологом Луна де Карвальо (Luna de Carvalho E.).
В одной из новых работ по роду Stylops  в ходе анализа ДНК авторами (Straka et al., 2015) рассматривается в качестве предположительного синонима вида ?=Stylops spreta Perkins, 1918 (в статусе «Supposed new junior subjective synonym», что на 2018 год не подтверждено соответствующими профильными базами данных, например, Eol.org и Strepsiptera database).